# 弥富インターチェンジ
弥富インターチェンジ（やとみインターチェンジ）は、愛知県弥富市にある、東名阪自動車道のインターチェンジである。

## 概要
弥富市の北端に位置するが、インターチェンジの一部が愛西市(旧・佐屋町域)にかかる。
弥富市の北端に位置しているので、「弥富北IC（弥富北インターチェンジ）」と俗称されることもあるが、誤表記である。
シングルトランペット型インターチェンジで、接続する国道155号とは平面接続（信号による接続）である。
インターチェンジ近くで名鉄尾西線をオーバークロスしている。2006年（平成18年）までは東名阪自動車道のほぼ真下に弥富口駅が存在していた。インターチェンジからはイオンタウン弥富（日本毛織弥富工場跡地）にも近い。

## 接続道路
- 直接接続
  - 国道155号（弥富バイパス）
- 間接接続
  - 愛知県道105号富島津島線
  - 国道1号

## 料金所
- ブース数：5

### 入口
- ブース数：2
  - ETC専用：1
  - ETC/一般：1

### 出口
- ブース数：3
  - ETC専用：1
  - 一般：1
  - 休止中：1

## 隣
E23 東名阪自動車道
(25) 蟹江IC - (26) 弥富IC - (27) 長島IC